# تعدين هيدرولي

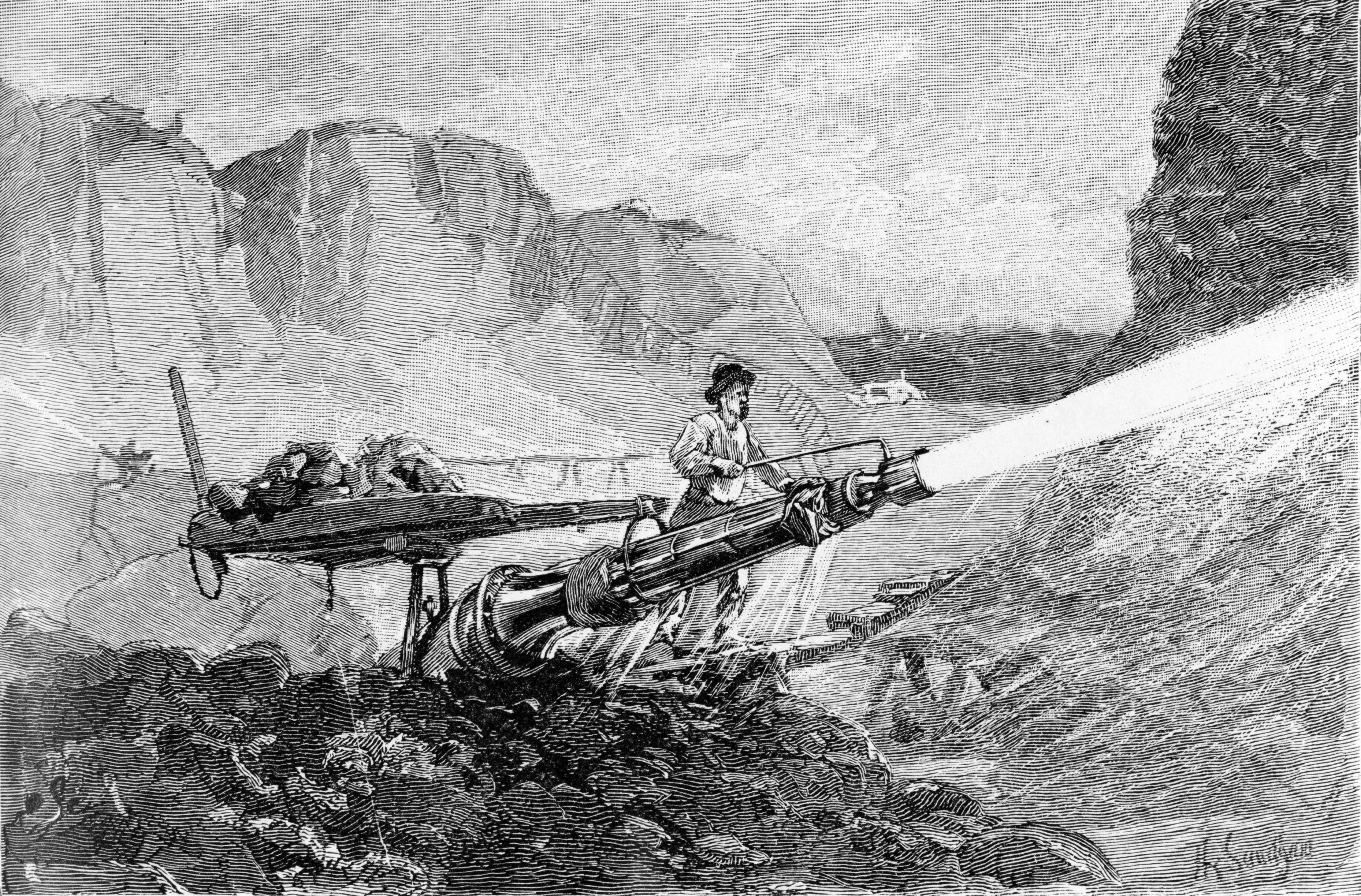
استخدام التعدين الهيدرولي في تعدين الذهب في كاليفورنيا.

التعدين الهيدرولي  هو نوع من أنواع التعدين المعتمد على تيار ضغط مرتفع من الماء لإزاحة الصخور عن مكانها وإزالة الترسبات في أماكن توضع الخامات. بستخدم هذا الأسلوب في التعدين قديماً في تعدين الذهب، كما يستخدم في تعدين الكاولين والفحم.
عرف أسلوب التعدين الهيدولي منذ زمن الرومان، واستخدم في الكشف عن الذهب والفضة في الولايات الرومانية.

## اقرأ أيضاً
- تعدين